# 株式完全実況解説 株チャン↑
株式完全実況解説 株チャン↑（かぶしき かんぜん じっきょう かいせつ かぶチャン）は、ラジオNIKKEIの第1放送他で、2008年4月1日 - 2009年3月31日の間放送されていた株式情報番組である。第2放送の「株価実況」も含めて触れる。

## 概要
1954年の開局以来、株式市況放送を専門的に手掛けて来た同局は、2波体制が整った1963年より、第1放送で東証の実況中継、第2放送は大証・名証の実況と商品先物市況を分担させて来た。
しかし、バブル崩壊後の経済長期低迷、新興メディアとの競合、CM出稿量の低迷、BSデジタル放送（ビー・エス・コミュニケーションズ）事業の失敗などが輻輳して同局が慢性的赤字に陥り、年間2億円に上る株価オンライン情報使用料が経営上の重荷となったため、2002年4月の番組改編で第2放送を平日は原則休止とし、第1放送への集約と個別全銘柄市況中継の廃止等、大幅な縮小が敢行された。
一連の削減策の中でも、特に株式市況中継からの撤退が聴取者の強い反発を招き、また一時的に平均株価が回復傾向に転じた事から、休止されていた平日の第2放送を2006年4月より復活し、4年振りに2波体制で株式市況中継を再開させ、「解説・展望」と「株価市況中継」に分離した編成に改め、更に2007年4月からは商品先物市況中継からの撤退に伴い、前者を解説・展望中心の「完全株式情報番組」化した。タイトルは「株式チャンネル」を略したもので、実質その続編という位置づけである。
前番組の2007年1月以降の15分フォーマットを踏襲し、注目銘柄の現在値速報を軸として、記者レポートや市場関係者への電話インタビューなどを織り込みつつ、従来レギュラー出演していた株式評論家やフリーアナウンサーらをほぼ一斉にリストラし、同局の東証兜倶楽部所属記者をメインキャスターに据えて、番組制作経費の削減が図られた。
また寄り付き前にあった情報番組が廃止され、当番組の1コーナーとして吸収された事により、寄り付き（午前9時）を跨いだステブレレス編成になった。これは同局の半世紀以上の歴史で初。
しかし景気・平均株価低迷が更に深刻化し、平日の第2放送を用いた株式市況中継を再び中止する事になり、2009年3月31日で終了。開局から55年続いた国内3証券取引所からの株式市況放送と、1963年9月2日の第2放送開局以来45年以上（2002年4月-2006年3月中断を挟む）続けてきた2チャンネル分割編成は、当番組終了によって幕を閉じ、4月以後は赤坂本社スタジオでモニタを見ながら制作する株式解説ワイド番組『マーケットカレッジ 集まれ株仲間!』へと移行し、「第1・2放送の短波全6チャンネル同内容同時放送」に変更した。

## 放送時間
- 月 - 金曜 8:45 - 11:20、12:30 - 15:15
短波第1放送、同局ホームページ ライブストリーミング、同局iモード公式サイトからiアプリ「アプリdeラジオ」ライブストリーミング1、同局W-ZERO3公式サイトからライブストリーミング。
※ なお第2放送は従来どおり、自動音声による「株式実況」を9時から16時30分に連続放送されていた。このうち15時15分 - 45分は第1放送と同時放送であり、「東京マーケットLIVE!」→「株式チャンネル」のスタイル[4]をほぼ踏襲した形であった。

## 出演者
- 前場キャスター（8:45 - 11:20）
  - 月曜：和島英樹
  - 火・木・金曜：鎌田伸一
  - 水曜：今野浩明
  - 進行（月 - 金曜）：岸田恵美子
- 後場キャスター（12:30 - 15:15）
  - 月・金曜：今野浩明
  - 火・木曜：和島英樹
  - 水曜：鎌田伸一
  - 進行（月 - 金曜）：田中俊英